# Барай

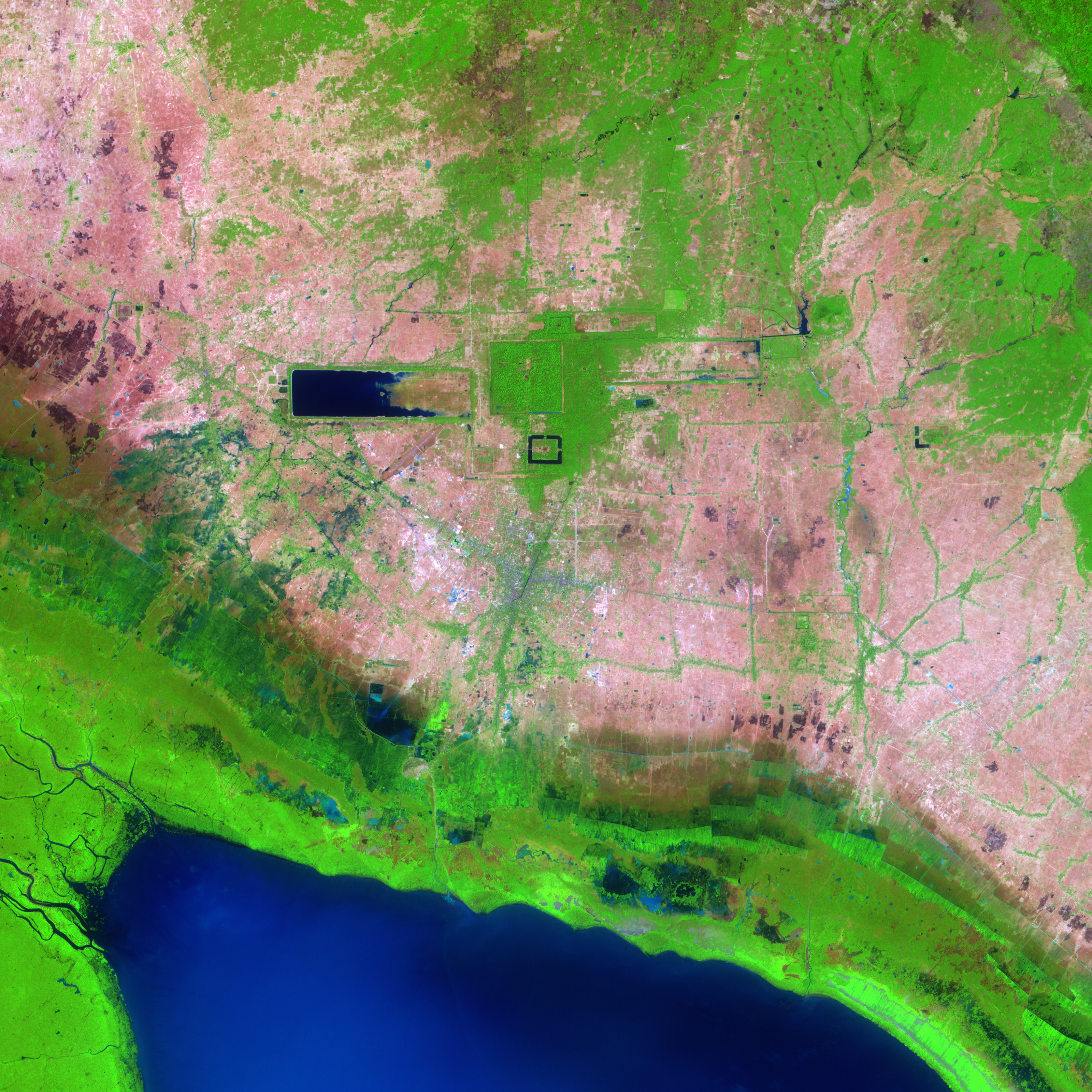
Барай близ Ангкора (вид из космоса)

Барай — искусственный водоем культуры кхмеров. В переводе с кхмерского — рукотворное «водохранилище».
Барай — рукотворный резервуар, обнесённый дамбами, практичность которых сочеталась с искупительной символикой: распределение воды монархом гарантировало продолжение жизни на Кхмерской земле и подтверждало саму божественную сущность правителя, который отождествлялся с Индрой.
Во время упадка Кхмерской империи институт монархии погиб, а за ним и организованная им система, часть работы которой составляло поддерживать бараи. Бараи переставали чистить, они заболачивались, вода становилась не пригодна для питья, а из-за отсутствия протока в водах бараев стали размножаться малярийные комары.
Барай имеет сакральное значение: если весь храмовый комплекс — модель Вселенной в центре с горой Меру, то водохранилища, окружающие храм, (бараи) — олицетворение вселенского Океана. В то же время они несли прямое ирригационное назначение.
Барай Индрататака — один из первых образцов гидротехнических сооружений кхмеров.
Самые большие бараи расположены близ Ангкора — Восточный и Западный Барай. Они имеют прямоугольные формы размером 8×2,4 и 7,5×1,8 километра соответственно. Восточный Барай был предположительно 3 метра глубиной и вмещал 37,2 миллионов кубометров воды.